# Pitbull (rapper)
Armando Christian Pérez (Miami, Florida, 15 januari 1981) is een Cubaans-Amerikaans rapper, ook bekend onder de naam Pitbull. Naast dat hij rapt, schrijft hij ook muziekteksten. Pitbull rapt meestal in het Engels, maar soms ook in het Spaans.

## Biografie
Pérez werd geboren in Miami. Zijn ouders waren van Cubaanse afkomst. Hij werd beïnvloed door de Miami bass, en zijn grote voorbeelden waren Celia Cruz en Willy Chirino. Zijn ouders scheidden toen hij jong was, en zijn moeder zette hem later uit haar huis toen hij 16 was, dit omdat hij een drugsdealer was, evenals zijn vader. Hij zat op de South Miami Senior High School voor hij afstudeerde op de Miami Coral Park High School en zich ging richten op het rappen.
In 2004 bracht hij zijn album M.I.A.M.I uit. Daarna volgen nog de albums Money is still a major issue (2005), El mariel (2006), The Boatlift (2007) en Rebelution (2009). Met het laatstgenoemde album werd hij ook bekend in Nederland en België. De single I know you want me werd een enorme hit in beide landen, en kwam er ook op de eerste positie terecht in de hitlijsten. De kleinere hit Hotel Room Service kwam ook van hetzelfde album.
In 2010 leverde Pitbull nog een bijdrage aan het nummer DJ got us fallin' in love van Usher. Ook was hij te horen in het electropopnummer I Like It van Enrique Iglesias. In 2011 werkten Enrique Iglesias en Pitbull opnieuw samen, waaruit het nummer I like how it feels voortkwam. Hij deed ook een bijdrage aan het album Life 'n Love van Lisa Velez.
In 2011 kwam Pitbull weer met een nieuw album, Planet Pit. De eerste single van het album, Hey baby (Drop it on the floor) (met T-Pain), werd een klein hitje. De tweede single van het album, Give me everything, leverde Pitbull weer een enorme hit op. Deze samenwerking met Ne-Yo, Afrojack en Nayer werd zijn tweede nummer 1-hit in Nederland en België. Tijdens de Planet Pit World Tour deed Pitbull ook Nederland aan. De rapper stond in het Leijpark in Tilburg. Ook werkte hij in 2011 samen met Jennifer Lopez, waaruit het nummer On the Floor voorkwam, wat tevens een grote hit werd. In 2012 brachten Jennifer Lopez en Pitbull het nummer Dance again uit, wat ook een grote hit was. In oktober van het jaar bracht hij samen met Qwote het nummer Letting Go (Cry Just A Little) uit onder de naam Mr. Worldwide. Dit is het enige nummer wat hij onder deze naam heeft uitgebracht. 
Eind 2012 verscheen zijn album Global Warming. De nummers Get it started (met Shakira) en Don't stop the party werden kleine hitjes. De derde single van het album, Feel This Moment, werd weer een grote hit. Deze single was een duet met Christina Aguilera. Ook werd de single Outta Nowhere (met producer Danny Mercer) een hit. In 2012 trad Pitbull op in Tilburg tijdens Festival Mundial.
Eind december 2013 scoorde Pitbull zijn derde nummer 1-hit in de Nederlandse Top 40 met het nummer Timber, een samenwerking met zangeres Kesha.
Op 8 april 2014 bracht Pitbull opnieuw met Jennifer Lopez een nieuw nummer uit. Het nummer We are one (Ole Ola) is het officiële nummer van het Wereldkampioenschap voetbal 2014. In het nummer is naast Pitbull en Jennifer Lopez ook Claudia Leitte te horen. Fireball, met John Ryan, besteeg eveneens hitlijsten over heel de wereld.
In 2016 kreeg Pitbull een ster op de Hollywood Walk of Fame. In 2018 stond hij in de Tilburgse poptempel 013.
Met zijn wereldtour Party After Dark deed Pitbull in februari 2025 de Amsterdamse Ziggo Dome aan. In juni van dat jaar gaf hij er opnieuw een optreden. Diezelfde maand stond hij ook in het Antwerpse Sportpaleis.

## Discografie

### Albums
| Album met eventuele hitnotering(en) in de Nederlandse Album Top 100 | Datum van verschijnen | Datum van binnenkomst | Hoogste positie | Aantal weken | Opmerkingen |
| ------------------------------------------------------------------- | --------------------- | --------------------- | --------------- | ------------ | ----------- |
| Starring in Rebelution                                              | 28-08-2009            | 05-09-2009            | 42              | 4            |             |
| Planet Pit                                                          | 17-06-2011            | 25-06-2011            | 21              | 16           |             |
| Global Warming                                                      | 2012                  | 24-11-2012            | 89              | 1            |             |

| Album met hitnotering(en) in de Vlaamse Ultratop 200 albums | Datum van verschijnen | Datum van binnenkomst | Hoogste positie | Aantal weken | Opmerkingen   |
| ----------------------------------------------------------- | --------------------- | --------------------- | --------------- | ------------ | ------------- |
| Starring in Rebelution                                      | 2009                  | 05-09-2009            | 23              | 9            |               |
| Planet Pit                                                  | 2011                  | 25-06-2011            | 24              | 60           |               |
| Original Hits                                               | 2012                  | 09-06-2012            | 144             | 1            | Verzamelalbum |
| Global Warming                                              | 2012                  | 24-11-2012            | 46              | 28           |               |
| Globalization                                               | 2014                  | 29-11-2014            | 110             | 4            |               |
| Climate Change                                              | 2017                  | 25-03-2017            | 161             | 1            |               |

### Singles
| Single met eventuele hitnotering(en) in de Nederlandse Top 40 | Datum van verschijnen | Datum van binnenkomst | Hoogste positie | Aantal weken | Opmerkingen                                                                             |
| ------------------------------------------------------------- | --------------------- | --------------------- | --------------- | ------------ | --------------------------------------------------------------------------------------- |
| I Know You Want Me (Calle Ocho)                               | 24-02-2009            | 13-06-2009            | 1(5wk)          | 15           | Nr. 2 in de Single Top 100                                                              |
| Hotel Room Service                                            | 16-06-2009            | 29-08-2009            | 14              | 7            | Nr. 40 in de Single Top 100                                                             |
| Now You See It (Shake That Ass)                               | 05-10-2009            | 19-12-2009            | tip14           | -            | met Honorebel                                                                           |
| All Night Long                                                | 03-05-2010            | 01-05-2010            | 24              | 7            | met Alexandra Burke / Nr. 61 in de Single Top 100                                       |
| I Like It                                                     | 03-05-2010            | 12-06-2010            | 13              | 14           | met Enrique Iglesias / Nr. 18 in de Single Top 100 / Alarmschijf                        |
| DJ Got Us Fallin' in Love                                     | 25-06-2010            | 07-08-2010            | 5               | 22           | met Usher / Nr. 9 in de Single Top 100 / Alarmschijf                                    |
| Hey Baby (Drop It to the Floor)                               | 10-12-2010            | 12-03-2011            | tip16           | -            | met T-Pain                                                                              |
| On the Floor                                                  | 24-01-2011            | 19-03-2011            | 7               | 17           | met Jennifer Lopez / Nr. 4 in de Single Top 100                                         |
| Give Me Everything                                            | 04-04-2011            | 14-05-2011            | 1(2wk)          | 25           | met Ne-Yo, Afrojack & Nayer / Nr. 2 in de Single Top 100                                |
| Rabiosa                                                       | 27-05-2011            | 04-06-2011            | tip8            | -            | met Shakira / Nr. 46 in de Single Top 100                                               |
| Rain Over Me                                                  | 18-07-2011            | 20-08-2011            | 16              | 10           | met Marc Anthony / Nr. 17 in de Single Top 100                                          |
| Boomerang                                                     | 27-03-2011            | 12-11-2011            | 34              | 2            | met DJ Felli Fel, Akon & Jermaine Dupri / Nr. 55 in de Single Top 100                   |
| International Love                                            | 01-11-2011            | 19-11-2011            | 35              | 3            | met Chris Brown / Nr. 61 in de Single Top 100                                           |
| I Like It How It Feels                                        | 19-09-2011            | 26-11-2011            | 37              | 2            | met Enrique Iglesias & The WAV.s / Nr. 76 in de Single Top 100                          |
| U Know It Ain't Love                                          | 05-12-2011            | 10-12-2011            | tip5            | -            | met RJ / Nr. 18 in de Single Top 100                                                    |
| Rock the Boat                                                 | 09-01-2012            | 07-04-2012            | 33              | 3            | met Bob Sinclar, Dragonfly & Fatman Scoop / Nr. 47 in de Single Top 100                 |
| Dance Again                                                   | 02-04-2012            | 26-05-2012            | 16              | 13           | met Jennifer Lopez / Nr. 19 in de Single Top 100                                        |
| There She Goes                                                | 30-04-2012            | 09-06-2012            | tip5            | -            | met Taio Cruz / Nr. 67 in de Single Top 100                                             |
| Back in Time                                                  | 02-04-2012            | 16-06-2012            | tip10           | -            | Nr. 84 in de Single Top 100                                                             |
| Get It Started                                                | 02-07-2012            | 21-07-2012            | tip11           | -            | met Shakira                                                                             |
| Bad (DJ Buddha edit)                                          | 14-08-2012            | 29-09-2012            | tip20           | -            | met Michael Jackson & Afrojack                                                          |
| Don't Stop the Party                                          | 25-09-2012            | -                     |                 |              | met TJR / Nr. 85 in de Single Top 100                                                   |
| Feel This Moment                                              | 18-01-2013            | 06-04-2013            | 6               | 21           | met Christina Aguilera / Nr. 11 in de Single Top 100                                    |
| Outta Nowhere                                                 | 28-05-2013            | 10-08-2013            | 34              | 2            | met Danny Mercer / Nr. 76 in de Single Top 100 / Alarmschijf                            |
| Can't Believe It                                              | 29-07-2013            | 24-08-2013            | tip9            | -            | met Flo Rida                                                                            |
| Timber                                                        | 07-10-2013            | 09-11-2013            | 1(4wk)          | 30           | met Ke$ha / Nr. 3 in de Single Top 100 / Alarmschijf                                    |
| Habibi I Love You                                             | 22-11-2013            | 30-11-2013            | tip2            | -            | met Chawki & Do / Nr. 5 in de Single Top 100                                            |
| Mmm Yeah                                                      | 26-01-2014            | 01-02-2014            | tip8            | -            | met Austin Mahone / Nr. 48 in de Single Top 100                                         |
| Wild Wild Love                                                | 25-02-2014            | -                     |                 |              | met G.R.L. / Nr. 93 in de Single Top 100                                                |
| We Are One (Ole Ola)                                          | 08-04-2014            | 14-06-2014            | 10              | 11           | met Jennifer Lopez & Claudia Leitte / WK 2014 thema-nummer / Nr. 9 in de Single Top 100 |
| Fireball                                                      | 2014                  | 09-08-2014            | 1(4wk)          | 23           | met John Ryan / Nr. 1 in de Single Top 100 / Alarmschijf                                |
| Let Me Be Your Lover                                          | 2014                  | 22-11-2014            | tip4            | -            | met Enrique Iglesias                                                                    |
| Time of Our Lives                                             | 2014                  | 14-02-2015            | 15              | 18           | met Ne-Yo / Nr. 15 in de Single Top 100                                                 |
| Fun                                                           | 2015                  | 20-06-2015            | 9               | 16           | met Chris Brown / Nr. 70 in de Single Top 100 / Alarmschijf                             |
| Messin' Around                                                | 2016                  | 16-04-2016            | tip14           | -            | met Enrique Iglesias / Nr. 91 in de Single Top 100                                      |
| Hey Ma                                                        | 2017                  | -                     |                 |              | met J Balvin & Camila Cabello / Nr. 92 in de Single Top 100                             |
| Move to Miami                                                 | 2018                  | 12-05-2018            | tip6            | -            | met Enrique Iglesias                                                                    |

| Single met hitnotering(en) in de Vlaamse Ultratop 50 | Datum van verschijnen | Datum van binnenkomst | Hoogste positie | Aantal weken | Opmerkingen                                                                              |
| ---------------------------------------------------- | --------------------- | --------------------- | --------------- | ------------ | ---------------------------------------------------------------------------------------- |
| Crazy                                                | 2007                  | 04-08-2007            | 35              | 6            | met Lumidee                                                                              |
| I Know You Want Me (Calle ocho)                      | 2009                  | 06-06-2009            | 1(3wk)          | 20           | Nr. 1 in de Radio 2 Top 30 / Goud                                                        |
| Hotel Room Service                                   | 2009                  | 05-09-2009            | 10              | 13           | Nr. 3 in de Radio 2 Top 30                                                               |
| Shut It Down                                         | 2009                  | 16-01-2010            | 19              | 9            | met Akon                                                                                 |
| All Night Long                                       | 2010                  | 01-05-2010            | tip7            | -            | met Alexandra Burke                                                                      |
| I Like It                                            | 2010                  | 22-05-2010            | 5               | 18           | met Enrique Iglesias                                                                     |
| DJ Got Us Fallin' in Love                            | 2010                  | 21-08-2010            | 7               | 24           | met Usher                                                                                |
| Hey Baby (Drop It to the Floor)                      | 2010                  | 18-12-2010            | 24              | 11           | met T-Pain                                                                               |
| On the Floor                                         | 2011                  | 05-03-2011            | 1(4wk)          | 23           | met Jennifer Lopez / Nr. 2 in de Radio 2 Top 30 / Goud                                   |
| Give Me Everything                                   | 2011                  | 16-04-2011            | 1(5wk)          | 27           | met Ne-Yo, Afrojack & Nayer / Platina                                                    |
| Rabiosa                                              | 2011                  | 18-06-2011            | 5               | 16           | met Shakira / Nr. 2 in de Radio 2 Top 30                                                 |
| Suave (Kiss Me)                                      | 2011                  | 2011                  | -               | -            | met Nayer en Mohombi                                                                     |
| Rain Over Me                                         | 2011                  | 06-08-2011            | 8               | 19           | met Marc Anthony                                                                         |
| I Like How It Feels                                  | 19-09-2011            | 08-10-2011            | 43              | 3            | met Enrique Iglesias & The WAV.s                                                         |
| Pass at Me                                           | 22-08-2011            | 08-10-2011            | tip8            | -            | met Timbaland & David Guetta                                                             |
| Shake Señora                                         | 2011                  | 19-11-2011            | tip48           | -            | met T-Pain, Sean Paul & Ludacris                                                         |
| U Know It Ain't Love                                 | 2011                  | 24-12-2011            | 43              | 2            | met RJ                                                                                   |
| International Love                                   | 2011                  | 31-12-2011            | 20              | 11           | met Chris Brown                                                                          |
| Rock the Boat                                        | 2012                  | 04-02-2012            | 15              | 10           | met Bob Sinclar, Dragonfly & Fatman Scoop                                                |
| Dance Again                                          | 2012                  | 14-04-2012            | 7               | 19           | met Jennifer Lopez                                                                       |
| Back in Time                                         | 2012                  | 12-05-2012            | 8               | 14           |                                                                                          |
| There She Goes                                       | 2012                  | 26-05-2012            | tip38           | -            | met Taio Cruz                                                                            |
| I'm All Yours                                        | 04-06-2012            | 16-06-2012            | tip27           | -            | met Jay Sean                                                                             |
| Get It Started                                       | 2012                  | 14-07-2012            | tip5            | -            | met Shakira                                                                              |
| Beat on My Drum                                      | 22-10-2012            | 10-11-2012            | 30              | 5            | met Belle Perez, Gabry Ponte & Sophia Del Carmen                                         |
| Don't Stop the Party                                 | 2012                  | 15-12-2012            | 22              | 10           | met TJR                                                                                  |
| Crazy                                                | 2013                  | 16-02-2013            | tip23           | -            | met Lumidee, Nicola Fasano & Steve Forest                                                |
| Feel This Moment                                     | 2013                  | 02-03-2013            | 7               | 17           | met Christina Aguilera                                                                   |
| Live It Up                                           | 2013                  | 18-05-2013            | tip2            | -            | met Jennifer Lopez                                                                       |
| Can't Believe It                                     | 2013                  | 10-08-2013            | tip20           | -            | met Flo Rida                                                                             |
| Outta Nowhere                                        | 2013                  | 24-08-2013            | tip20           | -            | met Danny Mercer                                                                         |
| Timber                                               | 2013                  | 26-10-2013            | 4               | 23*          | met Ke$ha                                                                                |
| I'm a Freak                                          | 2014                  | 22-02-2014            | tip60           | -            | met Enrique Iglesias                                                                     |
| Wild Wild Love                                       | 2014                  | 08-03-2014            | tip3            | -            | met G.R.L.                                                                               |
| Mmm Yeah                                             | 2014                  | 12-04-2014            | tip28           | -            | met Austin Mahone                                                                        |
| We Are One (Ole Ola)                                 | 2014                  | 19-04-2014            | 2               | 17           | met Jennifer Lopez & Claudia Leitte / WK 2014 thema-nummer / Nr. 26 in de Radio 2 Top 30 |
| Fireball                                             | 2014                  | 16-08-2014            | 5               | 20           | met John Ryan                                                                            |
| Good Time                                            | 2014                  | 23-08-2014            | tip30           | -            | met Inna                                                                                 |
| Time of Our Lives                                    | 2014                  | 27-12-2014            | tip3            | -            | met Ne-Yo                                                                                |
| Fun                                                  | 2015                  | 15-08-2015            | 50              | 1            | met Chris Brown                                                                          |
| Drive You Crazy                                      | 2015                  | 05-09-2015            | tip53           | -            | met Jason Derulo & Juicy J                                                               |
| El taxi                                              | 2016                  | 30-07-2016            | tip             | -            | met Osmani Garcia & Sensato                                                              |
| Greenlight                                           | 2016                  | 27-08-2016            | tip             | -            | met Flo Rida & LunchMoney Lewis                                                          |
| Hey Ma                                               | 2017                  | 25-03-2017            | tip8            | -            | met J Balvin & Camila Cabello                                                            |
| Por favor                                            | 2017                  | 09-12-2017            | tip             | -            | met Fifth Harmony                                                                        |
| Move to Miami                                        | 2018                  | 02-06-2018            | tip36           | -            | met Enrique Iglesias                                                                     |